# August Horch
August Horch (12 de octubre de 1868-3 de febrero de 1951) fue un ingeniero alemán y pionero de la industria del automóvil. Fundó la empresa que en la actualidad es la marca Audi. 

## Biografía
De 1888 a 1891 estudió en la Escuela técnica de Mittweida, y con el grado de ingeniero industrial trabajó de 1891 a 1899 en Rostock, Leipzig y en Mannheim con Carl Benz, año en que fundó la A. Horch & Cie en noviembre de 1899 en Ehrenfeld, un distrito municipal de Colonia (Alemania). El primer automóvil Horch fue fabricado en 1901. La compañía se mudó a Reichenbach in 1902, donde en 1903 construyó el primer automóvil alemán de cuatro cilindros. La empresa se trasladó a Zwickau en 1904, donde se fabricó el primer motor de seis cilindros. 

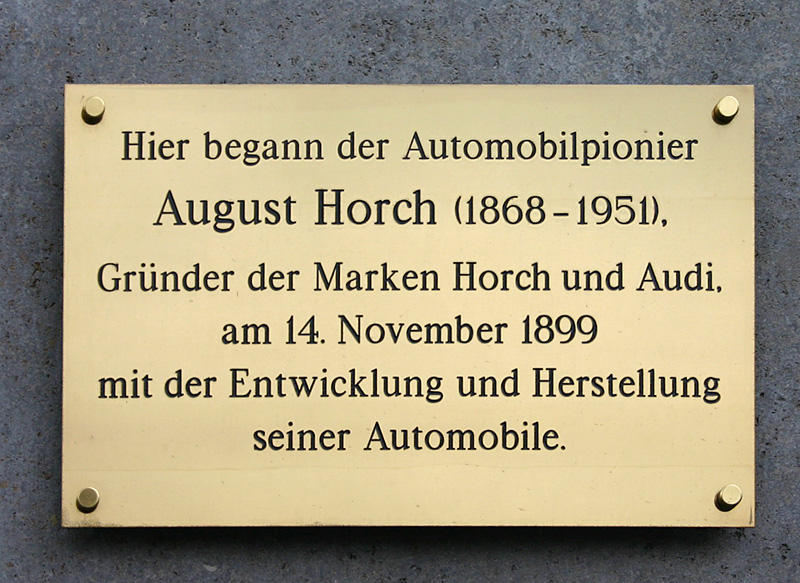
Placa conmemorativa de August Horch en Colonia, Alemania.

Horch dejó la compañía en 1909 luego de una disputa interna y fundó una empresa competidora en Zwickau. Su nueva firma se llamó inicialmente Horch Automobil-Werke GmbH, pero luego de una disputa legal sobre el uso del nombre Horch se vio obligado a cambiar de nombre a su empresa. Horch tomó el nombre Audi Automobilwerke GmbH en 1910. Audi es la latinización de Horch (Horch significa escucha en alemán y Audi en latín).
En agosto de 1928 el ingeniero danés Jørgen Skafte Rasmussen de DKW adquirió un paquete mayoritario de acciones en Audiwerke. En junio de 1932 Audi, DKW, Horch y Wanderer se fusionaron para formar Auto Union AG. Horch estuvo en el directorio de Auto Union.
Como dato curioso puede mencionarse que A. Horch nunca tuvo el permiso de conducir.